# Nissan R90CK

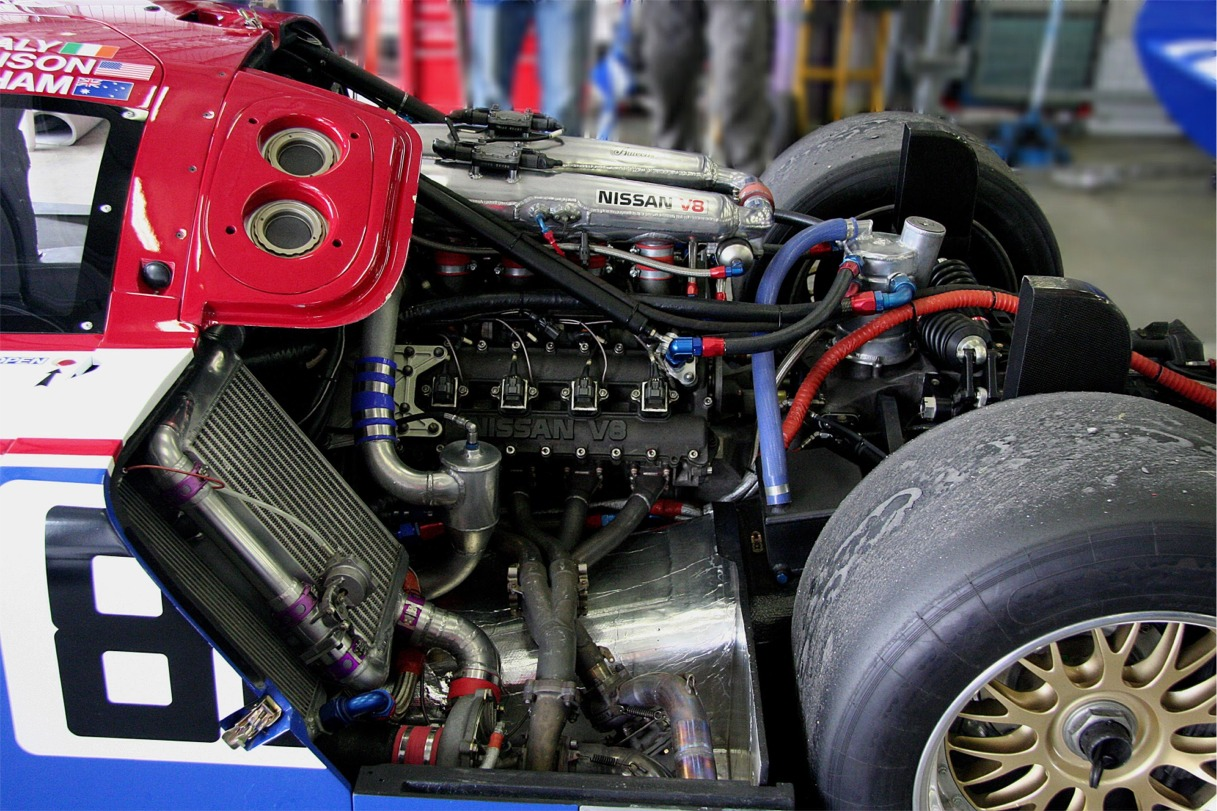
Motor des R90CK

Der R90CK/R90CP ist ein von Nissan entwickelter Sportwagen-Prototyp, der in den Jahren 1990 bis 1993 eingesetzt wurde.
Insgesamt wurden sechs Fahrzeuge gebaut, fünf davon waren vom Typ R90CK, eine weitere, für die japanische Meisterschaft gebaute Version wurde R90CP genannt. Die Wagen wurden im Verlauf der Saison 1990 werksseitig eingesetzt, bevor Nissan 1991 eines der Fahrzeuge an Nova Engineering weitergab, das den Wagen überarbeitete und in R91CK umbenannte.

## Modellvarianten

### Nissan R90CK
Der R90CK ist eine Weiterentwicklung des Nissan R89C. Darauf deutet auch das „K“ in der Typbezeichnung hin, es steht für das japanische „kai“, was auf Deutsch „verbessert“ heißt. Wie bereits sein Vorgänger wurde der R90CK von Nissan Motorsports Europe (NME) in Zusammenarbeit mit dem Sportwagen-Hersteller Lola entwickelt und gebaut.
Der neue Wagen verfügte über eine verbesserte Aerodynamik und längere Federwege, außerdem wurde der Verbrauch des Motors reduziert. Bei der Weiterentwicklung war auch die bessere Zugänglichkeit wichtiger Aggregate ein wesentlicher Punkt.
Angetrieben wird der R90CK, der mit einem 5-Gang-Getriebe ausgestattet ist, von einem 8-Zylinder-Twin-Turbo mit 3.496 cm³ Hubraum, der die Bezeichnung „VRH35Z“ trägt. In Qualifying-Abstimmung erreicht der Motor eine Leistung von bis zu 1200 PS, während er im Langstreckentrimm circa 800 PS bei 7600 Umdrehungen pro Minute leistet. Auf die Straße übertragen wird die Leistung von 18 Zoll großen und 28,5 Zoll (72 cm) breiten Hinterreifen, während vorne 17 Zoll große und 25,5 Zoll (65 cm) breite Reifen montiert werden.

### Nissan R90CP
Der Nissan R90CP ist ebenfalls eine verbesserte Version des R89CK. Das „P“ in der Typbezeichnung steht für Oppama, wo das Entwicklungszentrum von Nismo (Nissan Motorsports International) beheimatet ist. Dort wurde unter Leitung von Yoshi Suzuka die Aerodynamik des Fahrzeugs komplett überarbeitet.
Bei Probefahrten auf der Strecke des Nissan-Testcenters in Arizona erreichte der R90CP eine Höchstgeschwindigkeit von 396 km/h. Mit 366 km/h war der R90CP auch 1990 in Le Mans der schnellste Wagen, diesmal allerdings im Renntrimm, d. h. mit mehr Abtrieb und somit höherem Luftwiderstand.
In der JSPC setzte Nissan zwei R90CP ein. Eines der Chassis wurde komplett neu aufgebaut, das andere war ein zum R90CP modifizierter R89C (Chassis 2).

### Nissan R91CK
Der Nissan R91CK ist ein von Nova Engineering modifizierter Nissan R90CK (Chassis 7). Für die Saison 1992 wurde die Aerodynamik des Wagens mit Hilfe von NISMO nochmals überarbeitet. Neben dem veränderten Bodywork hebt sich der Wagen vor allem durch die gelbe Lackierung mit „From A“-Sponsoring von den Werks-Nissan ab.

## Renneinsätze – Werk

### Le Mans
Bei den 24 Stunden von Le Mans 1990 gingen insgesamt sieben Nissan-Fahrzeuge an den Start. Neben den fünf aktuellen Werksautos traten außerdem zwei privat eingesetzte Vorjahreswagen an. Die Werkswagen wurden von drei verschiedenen, bei Nissan für Motorsport verantwortlichen Abteilungen eingesetzt. Zwei Fahrzeuge stammten von der amerikanischen Nissan Performance Technology Inc. (NPTI), zwei vom europäischen NME und einer vom in Japan beheimateten Team Nismo. Die Wagen der Nissan-Rennteams unterschieden sich trotz gleicher Basis voneinander, da sie Teile und Aerodynamik-Pakete von verschiedenen Zulieferern verwendeten. Insgesamt waren für Nissan somit 21 Fahrer am Start.
In der Qualifikation konnte Mark Blundell mit dem R90CK die Pole-Position erringen. Mit maximaler Aufladung und speziellen Qualifying-Slicks erzielte er eine Zeit von 3:27,020 Minuten, mit der er sechs Sekunden schneller als der zweitplatzierte Porsche war. Der vom japanischen Team eingesetzte R90CP qualifizierte sich auf Position drei, gefolgt von zwei weiteren R90CK auf Rang vier (NPTI) und fünf (NME).
Die Zielflagge sahen nur drei der sieben gestarteten Nissan. Bestplatziertes Fahrzeug war der R90CP auf Platz fünf (Hasemi/Hoshino/Suzuki), die vom US-amerikanischen NPTI-Team vorbereitete Nummer 84 (Earl/Roe/Millen) belegte den 17. Rang und der vom privaten Rennstall Courage Compétition eingesetzte R89C wurde als 22. gewertet.

### JSPC
Mit dem Nissan R90CP nahm Nissan Motorsports International 1990 äußerst erfolgreich an der japanischen Sportwagen-Meisterschaft All Japan Sports Prototype Championship (JSPC) teil. Alle sechs Rennen beendete das Team in den Punkten, wobei es drei Siege und drei weitere Podiumsplatzierungen errang. Somit gewann Nissan die Markenwertung deutlich vor Porsche und Toyota. In der Fahrerwertung belegte das Duo Hasemi/Olofsson punktgleich mit ihren Teamkollegen Hoshino/Suzuki den ersten Platz.

### WSPC
Die Einsätze in der World Sportscar Championship (WSPC) wurden von NME durchgeführt. Ab dem zweiten Saisonlauf 1990 ging das Team mit zwei Nissan R90CK an den Start, nachdem es beim Saisonauftakt in Suzuka neben dem modifizierten R89C, nun R90CP genannt, noch zwei Vorjahres-R89C eingesetzt hatte. In neun Rennen fuhren unter anderem Mark Blundell und Julian Bailey zwei zweite und drei dritte Plätze sowie acht weitere Punktankünfte heraus. Damit belegte Nissan in der Teamwertung hinter dem dominierenden Team Sauber Mercedes und Silk Cut Jaguar den dritten Platz.

### Daytona
Bei den 24 Stunden von Daytona 1991 setzte das US-amerikanische NPTI-Team nochmals drei bewährte Nissan R90CK ein. Während zwei der Fahrzeuge ausschieden, belegten Geoff Brabham, Chip Robinson, Derek Daly und Bob Earl den zweiten Platz.

## Renneinsätze – Privat

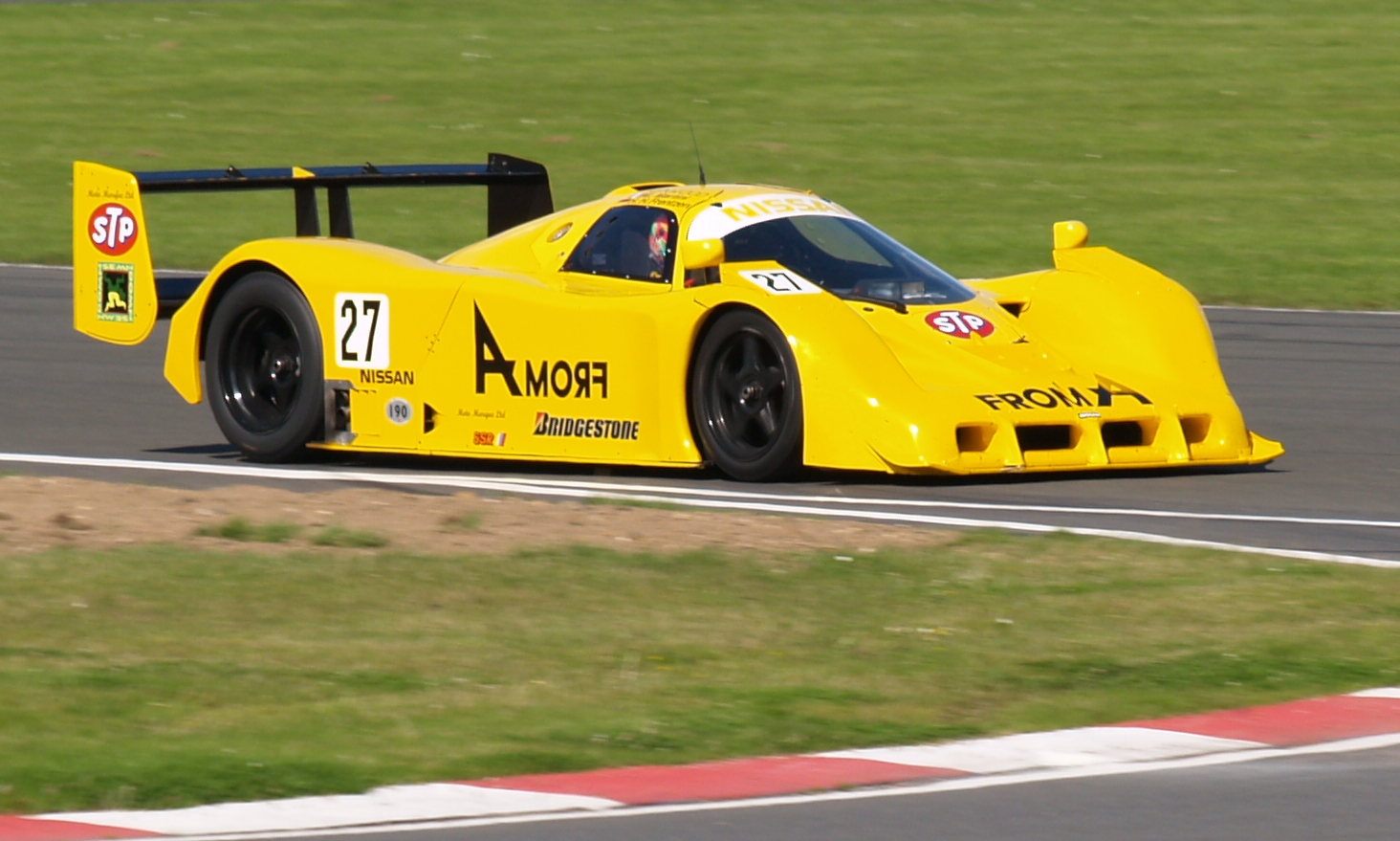
Der Nissan R91CK bei den Silverstone Classics

### JSPC
In der Saison 1991 setzte Nova Engineering ein zum R91CK modifiziertes R90CK-Chassis mit den Fahrern Akihiko Nakaya und Volker Weidler in der Japanischen Langstreckenmeisterschaft ein. Drei zweite Plätze sowie ein sechster und zehnter Platz sicherten dem Duo den sechsten Platz in der Fahrermeisterschaft.
Auch 1992 trat das Team wieder in der JSPC an, während Weidler im Team blieb, wurde Nakaya durch Mauro Martini ersetzt. Im Laufe der Saison erkrankte Weidler an Tinnitus, wodurch er unter anderem an Gleichgewichtsstörungen litt. Er entschied sich deshalb seine Karriere zu beenden und wurde von Katsutomo Kaneishi ersetzt. Dieser musste später Heinz-Harald Frentzen weichen. Ein zweiter, vier dritte und ein sechster Platz ließen Mauro Martini die Saison als Sechster in der Fahrermeisterschaft abschließen.
Bei den 1000 km von Suzuka bestritt der R91CK 1993 sein letztes Rennen im kommerziellen Motorsport. Die Fahrer waren Mauro Martini und Heinz-Harald Frentzen.

### Daytona
1992 nahm der R91CK zusätzlich zur JSPC auch bei den 24 Stunden von Daytona teil. Neben Martini und Frentzen fungierte Jeff Krosnoff als dritter Fahrer. Das Team belegte den achten Platz.